# Коу, Себастьян
Себастьян Ньюболд Коу, барон Коу (англ. Sebastian Newbold Coe, Baron Coe; род. 29 сентября 1956[…], Лондон) — британский спортсмен-легкоатлет, политический деятель и спортивный функционер. Двукратный олимпийский чемпион в беге на 1500 метров, чемпион и призёр чемпионатов Европы, многократный мировой рекордсмен на средних дистанциях, член Зала славы IAAF. После завершения активной карьеры член Палаты общин Великобритании в 1992—1997 годах от графства Корнуолл, пожизненный пэр с 2000 года, барон Рэнморский (графство Суррей). Председатель оргкомитета летних Олимпийских игр 2012 года, президент Британской олимпийской ассоциации (2012—2016), президент IAAF с 2015 года. Рыцарь-командор ордена Британской империи.

## Спортивная карьера
Родился в сентябре 1956 года в Лондоне в семье Питера Ньюболда Коу и Тины Анджелы Лолл. Окончил с отличием Технический университет Лафборо со степенью бакалавра наук по экономике и социальной истории.
Легкоатлетическую карьеру начал в 12 лет в клубе «Халламшир Харриерс» в Шеффилде. Выигрывал чемпионаты графства и страны среди школьников на дистанциях 1500 и 3000 м и в кроссе. Первую значительную международную победу одержал в 1977 году на чемпионате Европы в помещении в Сан-Себастьяне (Испания), где выиграл соревнования на дистанции 800 м. С 1978 году началось соперничество на средних дистанциях между двумя звёздами британской лёгкой атлетики — Коу и Стивом Оветтом.
В июле 1979 года, пробежав 800 метров на стадионе Бишлет в Осло, Коу пересёк финишную линию со временем 1.42,33 секунды, превзойдя мировой рекорд на 1,11 секунды. Бег на одну милю 3.48,95 — 2-й мировой рекорд. В 1979 году в Цюрихе (Weltklasse Zürich) Коу показал результат 3.32,03 на дистанции 1500 м, что стало его третьим мировым рекордом. Он стал первым в рейтинге на дистанциях 800 и 1500 метров, Лучший легкоатлет мира по версии журнала Track & Field News 1979 года.
В июле 1980 года, также в Осло, установил новый мировой рекорд на дистанции 1000 м и на некоторое время оставался одновременным обладателем четырёх мировых достижений. На Олимпийских играх 1980 года в Москве из-за бойкота игр Великобританией выступал под флагом Олимпийского движения. Перед Олимпиадой Коу рассматривался как фаворит на дистанции 800 м, а Оветт — на дистанции 1500 м, однако британцы завоевали чемпионские звания в обратном порядке (Коу выиграл финальный забег на дистанции 1500 м финишным спуртом, а на 800 м довольствовался серебром). В августе следующего года соперничество с Оветтом достигло апогея, когда два бегуна по очереди менее чем за 10 дней трижды улучшали мировой рекорд на дистанции в 1 милю. Результат Коу, установленный 28 августа, составил 3 минуты 47,33 секунды. За этот год он также улучшал мировые рекорды на дистанциях 800 метров (во Флоренции) и 1000 м (в Осло). Результат на 800-метровой дистанции — 1.41,73 — оставался мировым рекордом на протяжении следующих 16 лет.
В следующие два года Коу выступал мало из-за болезни, но вернулся в хорошую форму к Олимпиаде в Лос-Анджелесе. Там он, как и в Москве, стал чемпионом на дистанции 1500 м и вице-чемпионом на дистанции 800 м. На дистанции 1500 м он при этом установил новый олимпийский рекорд. На дистанции 800 м Коу победил на чемпионате Европы 1986 года, но в дальнейшем болезнь снова мешала его спортивной карьере, и ему не удалось принять участие в Олимпийских играх 1988 года в Сеуле. Завершил карьеру в сентябре 1989 года, установив за время выступлений 8 мировых рекордов на открытом воздухе и 3 в помещении.

## Карьера после завершения выступлений
Коу покинул большой спорт в 1991 году, после чего начал карьеру политического деятеля в Великобритании. Член Консервативной партии. В 1992 году победил на выборах в избирательном округе Фалмут и Камборн в графстве Корнуолл, набрав 36,9 % голосов против 31,2 % у кандидата от либеральных демократов и 29,2 % у кандидата от лейбористов. В 1994—1995 годах занимал должность парламентского секретаря при заместителях государственных секретарей по обороне и вооружённым силам, в 1995—1996 годах — парламентского секретаря при вице-премьер-министре и в 1996—1997 годах — парламентского организатора правительства в Палате общин.
В 1997 году Коу набрал на очередных выборах 28,8 % и уступил кандидатке от лейбористов Кэндис Этертон (33,8 %). В 1997—2001 годах выполнял функции частного парламентского секретаря при лидере оппозиции. В мае 2000 года получил титул лорда (официально — барон Коу из Ранмора в графстве Суррей) и пожизненное место в Палате лордов. В начале 2002 года покинул Палату лордов, чтобы занять пост в руководстве компании Sazka Entertainment.
В 2003 году стал членом совета Международной ассоциации легкоатлетических федераций (IAAF). В 2004 году возглавил группу по подготовке кандидатуры Лондона на проведение Олимпийских игр 2012 года. В 2005 году, после избрания Лондона столицей Игр 2012 года, возглавил организационный комитет Игр. С 2012 по 2016 год был президентом Британской олимпийской ассоциации.
В 2007 году избран вице-президентом IAAF, а 19 августа 2015 года избран новым президентом этой организации. 13 ноября 2015 года при активной позиции Коу и по рекомендациям Всемирное антидопинговое агентство (WADA) приостановило членство Всероссийской федерации лёгкой атлетики в IAAF на неопределенный срок. 17 июня 2016 года совет IAAF во главе с Коу оставил своё решение о дисквалификации ВФЛА в силе. В связи с этим решением Коу заявил:

Несмотря на то что была проделана большая работа, IAAF единогласно решила, что ВФЛА не может быть восстановлена в членстве IAAF на этой стадии. Российская организация не соответствует необходимым критериям. Пока ВФЛА остается отстраненной, её члены не должны принимать участия в международных соревнованиях или делах IAAF.
Единогласно переизбран на пост президента IAAF в 2019 году, будучи единственным кандидатом на эту должность. В 2023 году избран на третий срок.
В 1983 году выпустил со своим отцом Питером Коу книгу Running for Fitness, а на следующий год, в соавторстве с Николасом Мейсоном, книгу The Olympians. Возглавлял компанию по спортивному менеджменту Complete Leisure Group, в 2012 году вошедшую в состав агентства CSM Sport. В новой фирме заниял пост исполнительного менеджера. Оставался в правлении CSM до 2023 года, занимал пост председателя без исполнительных полномочий к моменту, когда компанию в свою очередь приобрела Wasserman Media Group. Болеет за лондонский футбольный клуб «Челси».

## Результаты
| Год  | Соревнование            | Город        | Дистанция | Дата       | Результат | Место |
| ---- | ----------------------- | ------------ | --------- | ---------- | --------- | ----- |
| 1978 | Чемпионат Европы        | Прага        | 800 м     | 31 августа | 1.44,76   | III   |
| 1980 | Летние Олимпийские игры | Москва       | 800 м     | 26 июля    | 1.45,85   | II    |
| 1980 | Летние Олимпийские игры | Москва       | 1500 м    | 1 августа  | 3.38,4    | I     |
| 1982 | Чемпионат Европы        | Афины        | 800 м     | 8 сентября | 1.46,68   | II    |
| 1984 | Летние Олимпийские игры | Лос-Анджелес | 800 м     | 6 августа  | 1.43,64   | II    |
| 1984 | Летние Олимпийские игры | Лос-Анджелес | 1500 м    | 11 августа | 3.32,53   | I     |
| 1986 | Чемпионат Европы        | Штутгарт     | 800 м     | 28 августа | 1.44,50   | I     |
| 1986 | Чемпионат Европы        | Штутгарт     | 1500 м    | 31 августа | 3.41,67   | II    |

## Награды
- Рыцарь-командор ордена Британской империи (2006, кавалер с 1982, офицер с 1990)[4]
- Компаньон ордена Кавалеров Почёта (2013)[6]
- Почётный доктор Технического университета Лафборо (1985) и Университетского колледжа Халла (1988)[4].